# Ophioderma devaneyi
Ophioderma devaneyi is een slangster uit de familie Ophiodermatidae.
De wetenschappelijke naam van de soort werd in 1984 gepubliceerd door Hendler & Miller.